# Иван Грачнер
Иван Грачнер (1975, Крушевац) је српски вајар. Његов уметнички израз карактерише минималистички приступ обликовању скулптура које комбинују рустичне и индустријске материјале – првенствено дрво и метал – у монолитне и изражајне форме. Грачнер живи и ради у Београду.

## Образовање
Дипломирао је и магистрирао на Факултет применених уметности у Београду, у класи проф. Зорице Јанковић. Године 2006. стручно се усавршавао на La Cité internationale des arts у Паризу.

## Уметнички рад
Грачнер користи рециклажу материјала као једно од главних начела стварања, препуштајући површину и боју природним процесима. Његове скулптуре комбинују контрастне текстуре и варирају између ригидности и флуидности форме.
Излагао је на више од 100 групних изложби у Србији и иностранству, укључујући Аустрију, Француску, Холандију, Белгију и Румунију.
Његова дела се налазе у колекцијама:
- Музеј савремене уметности, Београд
- Музеј града Београда
- Музеј Зептер
- Приватне колекције широм света

## Самосталне изложбе
- 2003 – Трстеник, Србија
- 2006 – Галерија СУЛУЈ, Београд
- 2008 – Велика галерија студентски град, Нови Београд
- 2010 – Архетипски рељефи, Галерија Отклон, Београд
- 2013 – Буђење, Галерија Прогрес, Београд
- 2013 – Животне вертикале, Галерија УЛУС, Београд
- 2015 – Пропулзија тела, Галерија Београд, Београд
- 2015 – Сломљена форма, КЦ Нови Сад, Нови Сад
- 2016 – Funnel Gallery, Букурешт, Румунија
- 2017 – Object, Transformation галерија, Београд
- 2020 – Тихи вулкан Балкана, Галерија Прогрес, Београд
- 2022 – Попречни пресек, Кућа легата, Београд
- 2024 – Конзервисано сунце, Музеј Зептер, Београд

## Изведени радови у јавном простору
- 2003 – Меморијално обележје Небојши Мирићу, Трстеник
- 2005 – Терет 1 и 2, Бања Лука
- 2007 – Магистарски рад Пропулзија тела, Трстеник
- 2007 – Сломљена форма, Завичајни музеј, Трстеник
- 2010 – Гвозденивук, Трстеник
- 2011 – Сноп, Тршић, Лозница
- 2011 – Рад Однос, Пријепоље
- 2012 – Спомен обележје страдалим студентима на Звездари, Београд
- 2012 – Животни преплет 1, МДС, Нови Београд
- 2014 – Животне вертикале, Геозавод, Београд
- 2018 – Вертикала, Ада Међица, Београд
- 2020 – Животни преплети 2, МДС, Нови Београд

## Награде
- 2002 – Награда конгреса Српског уједињења на дипломској изложби, Београд
- 2003 – Награда Града Трстеника за културу, Трстеник
- 2005 – Salon SNBA Carrousel du Louvre, Париз, PRIX SPÉCIAL
- 2007 – Годишња награда УЛУПУДС-а, Београд
- 2007 – Плакета УЛУПУДС-а за скулптуру, Београд
- 2012 – Годишња награда УЛУПУДС-а, Београд
- 2013 – Златно длето, Пролећна изложба УЛУС-а, Београд

## Чланства
- УЛУС (Удружење ликовних уметника Србије)
- УЛУПУДС (Удружење ликовних уметника примењених уметности и дизајнера Србије)